# Division nationale (Schach) 2004/05
Die Division nationale (Schach) 2004/05 war die höchste Spielklasse der luxemburgischen Mannschaftsmeisterschaft im Schach.
Meister wurde De Sprénger Echternach, der den Titelverteidiger Cercle d'échecs Dudelange auf den zweiten Platz verwies. Aus der Promotion d'honneur waren Cercle d'échecs Philidor Dommeldange-Beggen und die zweite Mannschaft von Le Cavalier Differdange aufgestiegen. Während Dommeldange-Beggen den Klassenerhalt erreichte, musste Differdanges zweite Mannschaft zusammen mit dem Schachklub Nordstad direkt wieder absteigen. Zu den gemeldeten Mannschaftskadern siehe Mannschaftskader der Division nationale (Schach) 2004/05.

## Modus
Das Turnier war unterteilt in eine Vorrunde und eine Endrunde. Die acht teilnehmenden Mannschaften spielten zunächst ein einfaches Rundenturnier. Die ersten Vier spielten im Poule Haute um den Titel, die letzten vier im Poule Basse gegen den Abstieg. Über die Platzierung entschied zunächst die Summe der Mannschaftspunkte (2 Punkte für einen Sieg, 1 Punkt für ein Unentschieden, 0 Punkte für eine Niederlage), anschließend die Zahl der Brettpunkte (3 Punkt für einen Sieg, 2 Punkte für ein Remis, 1 Punkt für eine  Niederlage, 0 Punkte für eine kampflose Niederlage). Für die Endplatzierung wurden sowohl die Punkte aus der Vorrunde als auch die Punkte aus der Endrunde berücksichtigt.

## Spieltermine
Die Wettkämpfe wurden ausgetragen am 7., 21. und 28. November, 12. Dezember 2004, 2., 16. und 30. Januar, 13. und 20. Februar und 13. März 2005.

## Vorrunde
Neben Le Cavalier Differdange, Cercle d'échecs Dudelange und De Sprénger Echternach qualifizierte sich der Aufsteiger Cercle d'échecs Philidor Dommeldange-Beggen für den Poule Haute.

### Abschlusstabelle
| Pl. | Verein                                          | Sp | G | U | V | MP   | Brett-P. |
| --- | ----------------------------------------------- | -- | - | - | - | ---- | -------- |
| 01. | Cercle d'échecs Dudelange (M)                   | 7  | 6 | 0 | 1 | 12:2 | 136      |
| 02. | De Sprénger Echternach                          | 7  | 6 | 0 | 1 | 12:2 | 134      |
| 03. | Le Cavalier Differdange I. Mannschaft           | 7  | 4 | 0 | 3 | 8:6  | 127      |
| 04. | Cercle d'échecs Philidor Dommeldange-Beggen (N) | 7  | 4 | 0 | 3 | 8:6  | 104      |
| 05. | Schachklub Turm a Sprénger Matt Schëffleng      | 7  | 3 | 0 | 4 | 6:8  | 110      |
| 06. | Gambit Bonnevoie                                | 7  | 3 | 0 | 4 | 6:8  | 99       |
| 07. | Le Cavalier Differdange II. Mannschaft (N)      | 7  | 2 | 0 | 5 | 4:10 | 96       |
| 08. | Schachklub Nordstad                             | 7  | 0 | 0 | 7 | 0:14 | 88       |

### Entscheidungen
|     | Teilnehmer am Poule Haute: Cercle d'échecs Dudelange, De Sprénger Echternach, Le Cavalier Differdange I. Mannschaft, Cercle d'échecs Philidor Dommeldange-Beggen |
|     | Teilnehmer am Poule Basse: Schachklub Turm a Sprénger Matt Schëffleng, Gambit Bonnevoie, La Cavalier Differdange II. Mannschaft, Schachklub Nordstad             |
| (M) | Meister der letzten Saison |
| (N) | Aufsteiger der letzten Saison |

### Kreuztabelle
| Ergebnisse | Ergebnisse                                  | 01. | 02. | 03. | 04. | 05. | 06. | 07. | 08. |
| ---------- | ------------------------------------------- | --- | --- | --- | --- | --- | --- | --- | --- |
| 01.        | Cercle d'échecs Dudelange                   |     | 14  | 17  | 23  | 20  | 22  | 20  | 20  |
| 02.        | De Sprénger Echternach                      | 18  |     | 17  | 23  | 21  | 15  | 21  | 19  |
| 03.        | Le Cavalier Differdange I. Mannschaft       | 15  | 15  |     | 19  | 20  | 22  | 15  | 21  |
| 04.        | Cercle d'échecs Philidor Dommeldange-Beggen | 9   | 9   | 13  |     | 17  | 19  | 20  | 17  |
| 05.        | Schachklub Turm a Sprénger Matt Schëffleng  | 12  | 11  | 12  | 15  |     | 19  | 19  | 22  |
| 06.        | Gambit Bonnevoie                            | 10  | 16  | 10  | 13  | 13  |     | 18  | 19  |
| 07.        | Le Cavalier Differdange II. Mannschaft      | 12  | 10  | 17  | 12  | 13  | 14  |     | 18  |
| 08.        | Schachklub Nordstad                         | 12  | 13  | 11  | 15  | 10  | 13  | 14  |     |

## Endrunde

### Poule Haute
Dudelange und Echternach gingen mit 12:2 Punkten gleichauf in die Endrunde, nach Brettpunkten lag Dudelange knapp vorne. Nachdem beide Titelkandidaten mit Siegen in die Endrunde starteten, übernahm Echternach mit einem Sieg im direkten Vergleich die Tabellenführung und behauptete diese in der Schlussrunde.

#### Abschlusstabelle
| Pl. | Verein                                          | Sp | G | U | V | MP   | Brett-P. |
| --- | ----------------------------------------------- | -- | - | - | - | ---- | -------- |
| 01. | De Sprénger Echternach                          | 10 | 9 | 0 | 1 | 18:2 | 192      |
| 02. | Cercle d'échecs Dudelange (M)                   | 10 | 7 | 0 | 3 | 14:4 | 176      |
| 03. | Le Cavalier Differdange I. Mannschaft           | 10 | 6 | 0 | 4 | 12:8 | 181      |
| 04. | Cercle d'échecs Philidor Dommeldange-Beggen (N) | 10 | 4 | 0 | 6 | 8:12 | 136      |

#### Entscheidungen
|     | Luxemburgischer Meister: De Sprénger Echternach |
| (M) | Meister der letzten Saison                      |
| (N) | Aufsteiger der letzten Saison                   |

#### Kreuztabelle
| Ergebnisse | Ergebnisse                                  | 01. | 02. | 03. | 04. |
| ---------- | ------------------------------------------- | --- | --- | --- | --- |
| 01.        | De Sprénger Echternach                      |     | 18  | 19  | 21  |
| 02.        | Cercle d'échecs Dudelange                   | 13  |     | 8   | 19  |
| 03.        | Le Cavalier Differdange I. Mannschaft       | 11  | 21  |     | 22  |
| 04.        | Cercle d'échecs Philidor Dommeldange-Beggen | 11  | 12  | 9   |     |

### Poule Basse
Der Abstieg von Nordstad war praktisch bereits nach der Vorrunde besiegelt, die Entscheidung über den zweiten Abstiegsplatz fiel praktisch in der ersten Runde, als Differdanges zweite Mannschaft Bonnevoie unterlag und danach vier Punkte Rückstand auf den rettenden sechsten Platz aufwies.

#### Abschlusstabelle
| Pl. | Verein                                     | Sp | G | U | V  | MP   | Brett-P. |
| --- | ------------------------------------------ | -- | - | - | -- | ---- | -------- |
| 05. | Schachklub Turm a Sprénger Matt Schëffleng | 10 | 5 | 1 | 4  | 11:9 | 162      |
| 06. | Gambit Bonnevoie                           | 10 | 5 | 1 | 4  | 11:9 | 156      |
| 07. | Le Cavalier Differdange II. Mannschaft (N) | 10 | 3 | 0 | 7  | 6:14 | 138      |
| 08. | Schachklub Nordstad                        | 10 | 0 | 0 | 10 | 0:20 | 124      |

#### Entscheidungen
|     | Absteiger in die Promotion d'honneur: Le Cavalier Differdange II. Mannschaft, Schachklub Nordstad |
| (N) | Aufsteiger der letzten Saison                                                                     |

#### Kreuztabelle
| Ergebnisse | Ergebnisse                                 | 05. | 06. | 07. | 08. |
| ---------- | ------------------------------------------ | --- | --- | --- | --- |
| 05.        | Schachklub Turm a Sprénger Matt Schëffleng |     | 16  | 19  | 17  |
| 06.        | Gambit Bonnevoie                           | 16  |     | 20  | 21  |
| 07.        | Le Cavalier Differdange II. Mannschaft     | 13  | 12  |     | 17  |
| 08.        | Schachklub Nordstad                        | 14  | 9   | 13  |     |

## Die Meistermannschaft
| 1.            | De Sprénger Echternach |
| Schachfiguren | Oleksandr Holoschtschapow, Namiq Quliyev, Michael Wiedenkeller, Ludger Körholz, Serge Brittner, Claude Wagener, Paul Oberweis, Axel Doison, Michael Trauth, Paul Corbin, Hans-Hubert Sonntag, Boris Prizker, Claude Geiben, Thomas Pähtz, Yuri Boidman, Petar Popović. |